# Table des caractères Unicode/U1680
Cette page contient des caractères spéciaux ou non latins. S’ils s’affichent mal (▯, ?, etc.), consultez la page d’aide Unicode.
Table des caractères Unicode U+1680 à U+169F.

## Ogam (ou ogham)(Unicode 3.0)
Caractères utilisés pour l’écriture avec l’ancien alphabet ogam (ou ogham) ou gaélique traditionnel (également appelé « alphabet des arbres » par les peuples gaëls et celtes du Moyen-Âge en Irlande, Écosse, Pays de Galles et ouest de l'Angleterre) : espace séparateur, lettres traditionnelles, forfedas (lettres supplémentaires) et signes de ponctuation.
Les caractères peuvent s’écrire dans les quatre directions (et parfois sans le trait médian qui les lie entre eux dans les polices de caractères sans jambage). Dans la table ci-dessous, ils sont normalement présentés dans leur orientation horizontale de gauche à droite. Pour les autres directions, ils suivent une simple rotation. La présentation traditionnelle est dans la direction verticale de bas en haut. Pour indiquer la direction de lecture, un signe de début de texte est normalement présent ; le signe de fin de texte est facultatif, mais il est omis lors du passage d'une ligne à l'autre (le texte peut également suivre une ligne unique, boustrophédon ou spiralée, pour éviter ces coupures).
Les glyphes sont généralement des barres simples pour les lettres de l'alphabet de base, vers l'avant (à droite ou dessous), vers l'arrière (à gauche ou dessus), ou traversant la ligne de base (en oblique), ou de gros points (ou des traits courts et orthogonaux) mais des formes alternatives anciennes ont aussi utilisé des coches en chevrons (respectivement posés sur la ligne de base, ou pointés vers la ligne de base, ou vers l'arrière ou vers l'avant).

### Table des caractères
| en fr  | 0 | 1 | 2 | 3 | 4 | 5 | 6 | 7 | 8 | 9 | A | B | C | D | E | F |
| ------ | - | - | - | - | - | - | - | - | - | - | - | - | - | - | - | - |
| U+1680 |   | ᚁ | ᚂ | ᚃ | ᚄ | ᚅ | ᚆ | ᚇ | ᚈ | ᚉ | ᚊ | ᚋ | ᚌ | ᚍ | ᚎ | ᚏ |
| U+1690 | ᚐ | ᚑ | ᚒ | ᚓ | ᚔ | ᚕ | ᚖ | ᚗ | ᚘ | ᚙ | ᚚ | ᚛ | ᚜ |   |   |   |